# Stabilimentum

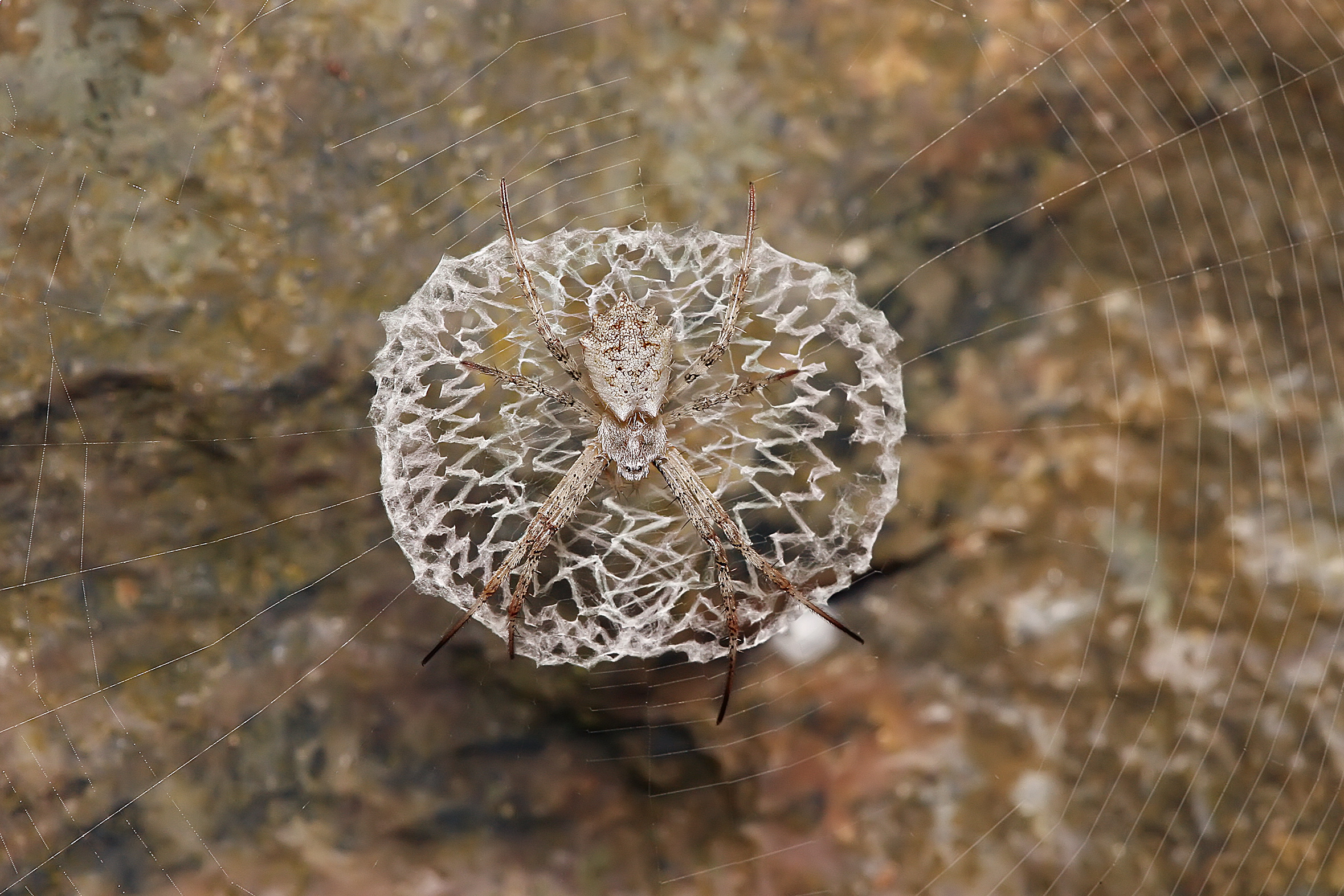
Un Argiope sospeso sullo stabilimentum al centro della ragnatela.

Uno stabilimentum (plurale: stabilimenta) è una vistosa struttura di seta inclusa nelle ragnatele di alcune specie di ragno.

## Tipologia
Sebbene gli stabilimenta siano comuni in un certo numero di specie di ragni delle famiglie Araneidae, Tetragnathidae e Uloboridae, quelli più noti appartengono al genere Argiope. Questo genere comprende una serie di specie conosciute come ragni della croce di sant'Andrea, così chiamati per la loro abitudine di riposare nelle loro ragnatele con le gambe distese a forma di X. Argiope argentata intesse stabilimenta a zig-zag in gruppi di quattro creando una X senza centro. I ragni di questo genere possono costruire anche decorazioni in una sola linea verticale e i giovani comunemente costruiscono decorazioni a forma di disco. Altri ragni costruiscono strutture circolari ricoprendo tutta l'area centrale della ragnatela.

### Materiali
Le decorazioni più note sono costruite interamente in seta (ad esempio in Argiope), ma alcuni ragni combinano la seta con altri oggetti come sacchi ovigeri e altri scarti (ad esempio in Cyclosa).
Araneus e Gasteracantha producono stabilimenta di seta, mentre Cyclosa e l'Allocyclosa bifurca compongono stabilimenta con seta, detriti e con le loro uova.
Azilia vachoni costruisce imponenti stabilimenta utilizzando scarti, come sacchi ovigeri e carcasse di insetti (per lo più loro prede), e talvolta appendono foglie essiccate sulle loro tele.
Alcune specie di ragni del genere Nephila, invece, attaccano file di prede non mangiate alle loro ragnatele. È stato dimostrato che questi oggetti aiutano il ragno ad attirare più prede.

## Funzione
C'è molta controversia sulla funzione di queste strutture ed è probabile che specie diverse le utilizzino per scopi diversi.
In origine si pensava che le decorazioni stabilizzassero la tela (da cui il termine stabilimentum), anche se questa ipotesi è stata poi respinta perché si è riscontrato che la decorazione è attaccata solo vagamente alla tela rendendo trascurabile l'effettiva influenza sulla stabilità.
Notevole è il fatto che i ragni che costruiscono lo stabilimentum sono in gran parte diurni. È probabile, quindi, che gli stabilimenta possano fornire protezione al ragno camuffandolo (spezzandone il contorno) o facendolo sembrare più grande (estendendone il contorno). Un'altra ipotesi è che rendano visibile la tela e quindi animali come gli uccelli hanno meno probabilità di danneggiarla. Gli autori osservano che, indipendentemente dalla funzione, la costruzione di uno stabilimentum comporta un costo elevato e quindi il vantaggio deve essere ugualmente ampio.
Un'ulteriore ipotesi è che le decorazioni a ragnatela attirino la preda riflettendo la luce ultravioletta. La luce nella parte ultravioletta dello spettro è nota per essere attraente per molte specie di insetti.
Sono state proposte anche molte altre ipotesi, come l'aiuto nella termoregolazione, o per la regolazione dell'eccesso di seta.